# Нис
Нис (на латински: Nisus) в древногръцката митология е цар на полиса Мегара. Легендата за него се преплита с тази за неговата дъщеря Скила (Сцила), считана за причинителка на гибелта му. Нис има още една дъщеря, на име Евринома, както и син – Амфином.
Относно съдбата му има две основни версии - местната и класическата, която от своя страна има различни варианти, всичките - свързани с критския цар Минос и предполагаемата му война с цар Нис (според местната версия такава война всъщност не е имало).
В мегарската версия на историята, Нис е наследен от своя зет Мегарей, но според други - от Алкатой, син на Пелопс и Хиподамея, а Мегарей загива още преди края на войната. 
Според Павзаний, Нис е погребан в Атина.

## Нис срещу Минос
Според легендата за Нис, той е владетел на едно от четирите царства, образувани след разпада на обединеното царство Атика, след като преди това то първо е завзето от вражеския, спрямо баща му Пандион II, род на Метионидите (друг клон на атинската царска династия), а след това повторно възвърнато, под властта на неговия клан, от синовете (Егей, Палант, Лик и самият Нис) на изгонения от тях владетел. Когато Метион и децата му прогонват Пандион II от Атина, той се установява в Мегара и там се жени за местната принцеса Пилия, която става майка на Нис. Същевременно, като негов баща е представян и бог Арес, както и някой си Деион или Дейоней - вероятно прочут по онова време герой.
На първо време, новите господари на страната са в съюз и дружба помежду си и в резултат на това Нис и земите му стават прицел на агресията на критяните. Минос, цар на Крит, повежда война срещу Атина, след смъртта на сина си Андрогей, настъпила при недокрай изяснени обстоятелства, но за която при всички случаи той обвинява атиняните. Минос обсажда и превзема Мегара, а след това води неколкодневна битка за превземането на близката крепост Нисея, в която се е приютил Нис. Въпреки успехите си, критският владетел не успява докрай да сломи мегарците, защото царят им е омагьосан да бъде непобедим, посредством пурпурен (или лилав) кичур сред иначе сивата си коса.

## Сцила и нейните метаморфози
Краят на Нис - или поне на властта му - идва, като последица от съблазняването на дъщеря му Скила/Сцила от Минос. Според една от версиите, той контактува с нея по-отблизо и печели подкрепата й, като й подарява злато (или златна огърлица). Според друга, девойката се влюбва в Минос, когото е наблюдавала от кулата на замъка на баща си. За да помогне на критянина да победи и да сложи край на войната, тя отрязва/остригва вълшебния кичур от главата на баща си, донася му го и в замяна му предлага да се ожени за нея.
Минос реагира много негативно на постъпката й и - според някои от вариантите на легендата - се погрижва тя да се удави. Също така има версия, според която самият Нис я убива заради предателството й. Според друга, след падането на Мегара критският владетел отплава без да вземе Скила на борда (въпреки че изглежда й е дал отначало някаква надежда). След продължителен монолог, тя се хвърля в морето, доплува до него и се залавя за кораба на Минос, но не съумява да се качи на него. Вместо това, баща ѝ, който в този вариант не е умрял (в други отнемането на магията го убива или така го отчайва, че той се самоубива), междувременно се е превърнал в орел-рибар/морски орел с жълти криле и се впуска да я преследва, заплашвайки да я убие. Скила се превръща в птица (или може би - в риба), наричана в Древността цирис (на гръцки: κεῖρις), чието име значи "стригач" и която не е точно идентифицирана.
У Вергилий Сцила е отъждествявана със зловещото морско чудовище, обитаващо Месинския пролив (между Континентална Италия и остров Сицилия), което в легендите първоначално е красива нимфа, дъщеря на Форкис и Кето, която става жертва на ревността на морската богиня Амфитрита или на вещицата Кирка, в резултат на чиито магии се превръща в ужасяващ многоглав звяр. Същевременно се предполага, че в едно от произведенията си, той е описал и превръщението й в птица.